# Montalbo
Pour les articles homonymes, voir Montalbo (homonymie).
Montalbo est une commune d'Espagne, dans la province de Cuenca, communauté autonome de Castille-La Manche.